# Beekforel
Een beekforel (Salmo trutta fario) is een vissensoort die leeft in stromend zoet water.

## Algemeen
De beekforel komt van oorsprong voor in Europa en Azië. Het voedsel van de beekforel is insecten(larven), kleine kreeftachtigen en visjes.
De beekforel wordt beschouwd als een niet-trekkende vorm van de forel (S. trutta). Uit onderzoek blijkt dat iedere forel zich, naargelang de omstandigheden, kan ontwikkelen tot ofwel migrerende vorm (zeeforel) of een vis die zijn hele leven in het opgroeigebied in het zoete water verblijft (beekforel). Het onderscheid in ondersoorten (S. trutta fario en S. trutta trutta) is daarom onjuist. In het Engels wordt deze niet-trekkende vorm (samen met een andere niet-trekkende vorm, de meerforel) brown trout genoemd. Daarom komt de naam bruine forel regelmatig voor in slecht vertaalde publicaties over forel.

### Uiterlijk
De beekforel wordt ongeveer 40 cm lang, maar bij een goed voedsel aanbod kan hij wel een meter lang worden. Het maximale gewicht is 20 kg. Hij heeft zwarte en rode vlekken die vaak een blauwe of witte rand hebben, deze vlekken ontbreken op de staartvin. De beekforel heeft ook een vetvin.De kleuren van de beekforel kunnen nog opvallender worden in het paaiseizoen in de herfst.

### Voortplanting
Er wordt gepaaid in snelstromende beken en rivieren, waar de eieren met bodemmateriaal worden bedekt. De paaitijd is van september tot februari. Dan worden er door de vrouwtjes nestkuiltjes gemaakt in goed doorstroomde grindbakken. Daarin worden de 4-5 mm grote, roodachtige eitjes afgezet. De mannetjes bevruchten daarna de eitjes en bedekken die met grind. De larven komen uit na 2-4 maanden, in het voorjaar.Het eerste wat ze eten is de dooierzak van hun ei, vervolgens gaan ze op zoek naar kleine kreeftjes en insectenlarven.

## Ecologische betekenis
Een zichzelf in stand houdende populatie van beekforellen is een indicatie van een natuurlijk, schoon milieu waarin grind en zand bescherming voor de eitjes bieden. De opgroeiende vis zal dan stroomafwaarts trekken tot in zee. Uitgezette exemplaren komen voor in de rivieren tot in het Veerse Meer.

## Huidige situatie
Om de forellenstand op peil te houden worden vele forellen in kwekerijen kunstmatig uitgebroed en daarna in zoet water uitgezet. In het najaar worden de geslachtsrijpe forellen gevangen; men vangt sperma en eieren zorgvuldig op in een bakje en mengt ze om bevruchting te verzekeren. De eieren worden dan in broedbakken in stromend water gebracht, waar ze 's winters blijven. Vroeg in de lente komen de jongen uit en men zet ze dan kort daarna uit in stromend water, onder andere in de Geul en vele Belgische beken. Dankzij beheersmaatregelen worden steeds meer paaigronden hersteld en is er hoop op een terugkeer van de beekforel.

In Gelderland is er één zichzelf al een jaar of veertig in stand houdende populatie, die oorspronkelijk afkomstig is van een uitzetting door koning Willem III. In 2004 is er nog succesvolle voortplanting aangetoond.

### Amerika
De beekforel is in Noord-Amerika ingevoerd, waar hij nu in alle geschikte wateren leeft. De Amerikanen kennen hem als breedstaart of brookie (Verspreid in de oostelijke V.S. en Canada). Daarnaast is hij ingevoerd in Chili, in Australië en Nieuw-Zeeland.

## Visserslatijn
In het buitenland is de hengelsport op beekforel in veel kleine riviertjes en beken commercieel van groot belang. Vergunningen zijn prijzig en de stand wordt veelal kunstmatig hoog gehouden door uitzettingen. Vooral vliegvissen op deze soort is erg populair. Het komt erop aan imitaties van de op dat moment veel voorkomende prooien als aas te gebruiken.
Omdat de beekforel een spannende vis is om op te hengelen, kan men in speciale forellenvijvers hierop vissen. Aan een forellenvijver is vaak een restaurant gekoppeld waar je je eigen vis kunt eten. De vis wordt door veel visverenigingen in geschikt water uitgezet.

## Wettelijke status in Nederland
Hoewel beekforel en zeeforel volgens huidige inzichten worden beschouwd als vormen van dezelfde soort (Salmo trutta), onderscheidt de wetgever (Visserijwet) nog steeds beekforel en zeeforel als aparte soorten. Voor de beekforel geldt een minimummaat van 25 cm en een gesloten tijd tussen 1 oktober en 31 maart. Verder staat de beekforel op de rode lijst. Omdat de oorspronkelijke wilde populatie is uitgestorven heeft de beekforel de rodelijststatus 'Verdwenen uit Nederland'.

## Voetnoten
1. 1 2  Vissoorten detail - Vissoorten - Vis & water - Sportvisserij Nederland. www.sportvisserijnederland.nl. Geraadpleegd op 17 september 2023.
2. ↑  Van Emmerik, W.A.M. & H.W. de Nie, H.W. 2006. De zoetwatervissen van Nederland. Ecologisch bekeken. Sportvisserij Nederland, Bilthoven.
3. 1 2  Beekforel. Naturschätze Südwestfalen NL. Geraadpleegd op 17 september 2023.
4. 1 2  Michelle, De Forel. wereldvandehaai.nl. Gearchiveerd op 28 mei 2023. Geraadpleegd op 17 september 2023.
5. ↑  Vroege Vogels en beekforellen!. www.sportvisserijlimburg.nl. Gearchiveerd op 9 augustus 2016. Geraadpleegd op 17 september 2023.
6. ↑  Soes, M. & Spaans, P. 2005. Beekforellen in de Heelsumse beek. Natura 102(3):68-70.